# 라리비에르앙글레즈구

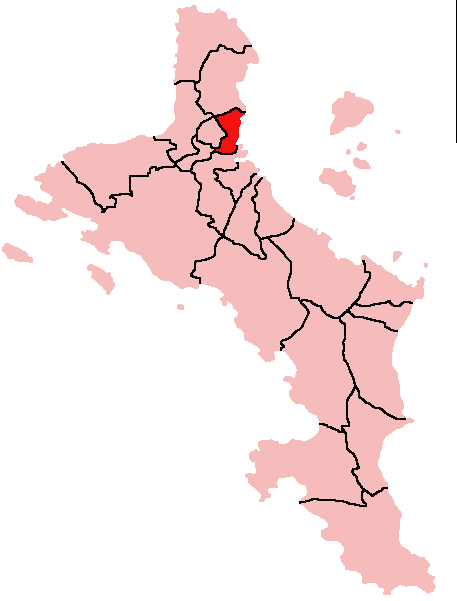
라리비에르앙글레즈구의 위치

라리비에르앙글레즈구(프랑스어: La Rivière Anglaise)는 세이셸을 구성하는 25개 구 가운데 하나로 마에섬에 위치한다. 면적은 1.7km2, 인구는 3,624명(2002년 기준)이다.